# Powiat kamieński

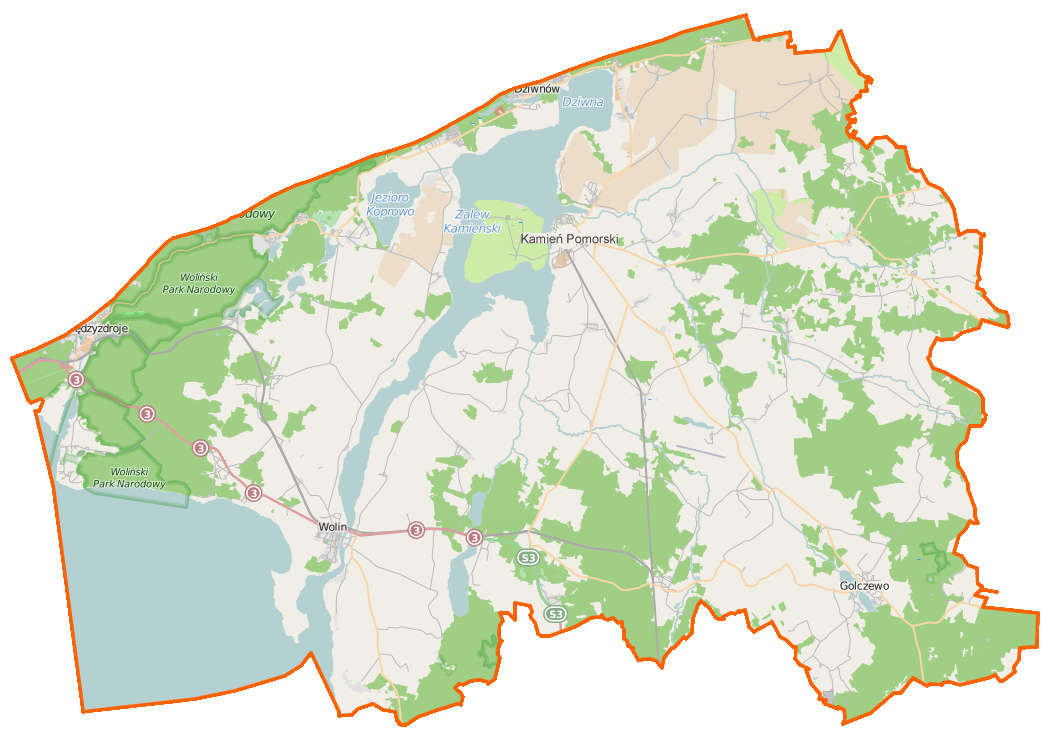
Mapa powiatu

Powiat kamieński – powiat w północno-zachodniej Polsce, w woj. zachodniopomorskim, utworzony w 1999 roku w ramach reformy administracyjnej. Jego siedzibą jest miasto Kamień Pomorski. Położony jest na wyspie Wolin, Wybrzeżu Trzebiatowskim i Równinie Gryfickiej.
Powiat ma rozbudowaną bazę turystyczną, z której największą atrakcją jest Woliński Park Narodowy, w którym to znajduje się najwyższy w Polsce klif. Siedzibą Parku są Międzyzdroje, bardzo popularne wśród turystów odwiedzających zachodniopomorskie wybrzeże. Do 1975 r. na obecnym obszarze istniały 2 powiaty: kamieński i woliński z siedzibą w Świnoujściu (obejmował teren wyspy Wolin).
W skład powiatu wchodzą:
- gminy miejsko-wiejskie: Dziwnów, Golczewo, Kamień Pomorski, Międzyzdroje, Wolin
- gminy wiejskie: Świerzno
- miasta: Dziwnów, Golczewo, Kamień Pomorski, Międzyzdroje, Wolin

Według danych z 31 grudnia 2019 roku powiat zamieszkiwało 46 999 osób. Natomiast według danych z 30 czerwca 2020 roku powiat zamieszkiwało 46 861 osób.

## Gospodarka
W końcu września 2019 liczba zarejestrowanych bezrobotnych w powiecie kamieńskim obejmowała ok. 1,8 tys. mieszkańców, co stanowi stopę bezrobocia na poziomie 12,2% do aktywnych zawodowo.
Przeciętne wynagrodzenie pracownicze w październiku 2008 r. wynosiło 2850,16 zł, przy liczbie zatrudnionych pracowników w powiecie kamieńskim – 5493 osoby. Przeciętne wynagrodzenie w sektorze publicznym wynosiło 3323,95 zł, a w sektorze prywatnym 2642,66 zł.
W 2013 r. wydatki budżetu samorządu powiatu kamieńskiego wynosiły 45,3 mln zł, a dochody budżetu 48,1 mln zł. Zadłużenie (dług publiczny) samorządu według danych na IV kwartał 2013 r. wynosiło 19,4 mln zł, co stanowiło 40,2% dochodów.

## Demografia
Według danych z 30 czerwca 2012 roku powiat kamieński zamieszkiwało 48273 osób

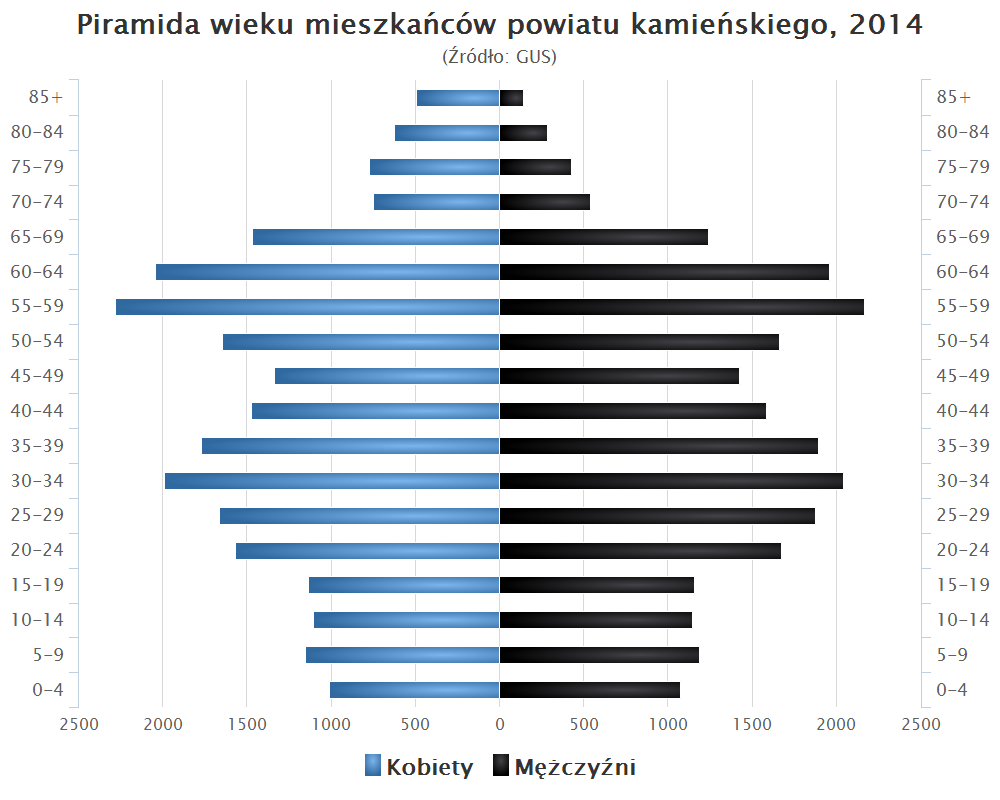
Piramida wieku mieszkańców powiatu kamieńskiego w 2014 roku

Liczba ludności (dane z 30 czerwca 2012):
|        | Ogółem | Ogółem | Kobiety | Kobiety | Mężczyźni | Mężczyźni |
| osób   | %      | osób   | %       | osób    | %         |           |
| ------ | ------ | ------ | ------- | ------- | --------- | --------- |
| Ogółem | 48 273 | 100    | 24 582  | 50,92   | 23 691    | 49,08     |
| Miasto | 25 373 | 52,56  | 13 163  | 27,27   | 12 210    | 25,29     |
| Wieś   | 22 900 | 47,44  | 11 419  | 23,66   | 11 481    | 23,78     |

▶Wieś vs ▶miasto
Ogółem (▶k, ▶m)
Miasto (▶k, ▶m)
Wieś (▶k, ▶m)

## Komunikacja
- Linie kolejowe:
  - czynne: Świnoujście – Szczecin Gł. (przez Międzyzdroje, Wolin Pomorski i Wysoką Kamieńską) oraz Wysoka Kamieńska – Kamień Pomorski.
  - nieczynne, istniejące: Wysoka Kamieńska – Worowo (przez Golczewo Pomorskie).
  - nieczynne, nieistniejące: Kamień Pomorski – Trzebiatów oraz wąskotorowe: Golczewo Wąsk. – Śniatowo, Golczewo Wąsk. – Samlino i Popiele – Stepnica (przez Golczewo Wąsk.).
- Drogi:
  - krajowa: 3: Świnoujście – Jakuszyce (przez Międzyzdroje i Wolin).
  - wojewódzkie: 102: Międzyzdroje – Kołobrzeg (przez Dziwnów, Kamień Pomorski i Świerzno), 103: Trzebiatów – Dziwnówek, 105: Świerzno – Skrzydłowo, 106: Pyrzyce – Stargard – Nowogard – Golczewo – Rzewnowo, 107: Kamień Pomorski – Parłówko, 108: Parłówko – Płoty (przez Golczewo).
- Przejścia graniczne:
  - morskie: Międzyzdroje
- Połączenia autobusowe:
  - Powiat kamieński: Wiodącą rolę w komunikacji autobusowej odgrywa przedsiębiorstwo PKS Kamień Pomorski, niektóre linie obsługują także PKS Gryfice, PKS Gdańsk, PKS Gdynia i przewoźnicy prywatni.

## Bezpieczeństwo
W 2009 r. wskaźnik wykrywalności sprawców przestępstw stwierdzonych w powiecie kamieńskim wynosił 75,8%. W 2009 r. stwierdzono w powiecie m.in. 204 kradzieży z włamaniem, 18 kradzieży samochodów, 130 przestępstw narkotykowych.
Większa część obszaru powiatu obejmująca gminy: Dziwnów, Międzyzdroje, Kamień Pomorski, Świerzno i Wolin, położona jest w strefie nadgranicznej. Powiat kamieński obejmuje zasięgiem służbowym placówka Straży Granicznej w Świnoujściu z Morskiego Oddziału SG.
Gminy powiatu kamieńskiego (prócz gminy Międzyzdroje) są obszarem właściwości Prokuratury Rejonowej w Kamieniu Pomorskim i Prokuratury Okręgowej w Szczecinie.
Na terenie powiatu działa 10 jednostek Ochotniczej Straży Pożarnej włączonych do krajowego systemu ratowniczo-gaśniczego. Ponadto istnieje jednostka ratowniczo-gaśnicza przy Komendzie Powiatowej Państwowej Straży Pożarnej w Kamieniu Pomorskim.

## Administracja
| Gminy                             | Liczba radnych | Liczba wyborców w 2010 |
| --------------------------------- | -------------- | ---------------------- |
| gmina Kamień Pomorski             | 5              | 12 105                 |
| gmina Wolin                       | 4              | 10 142                 |
| gmina Międzyzdroje, gmina Dziwnów | 4              | 8 964                  |
| gmina Świerzno, gmina Golczewo    | 4              | 8 328                  |
| Razem (Σ)                         | 17             | 39 539                 |

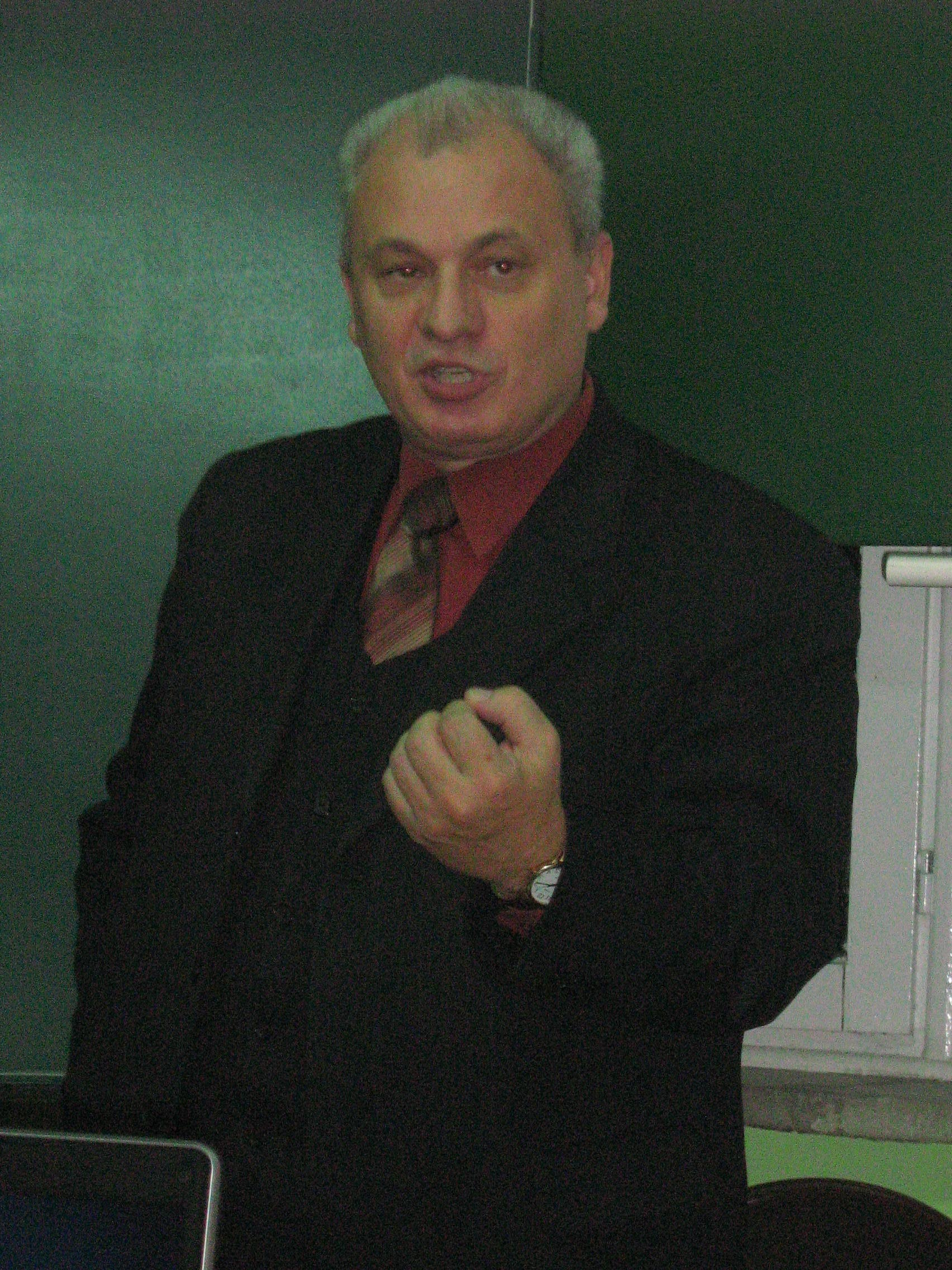
Paweł Czapkin – starosta w latach 2006–2010 oraz p.o. od 17 grudnia 2010 do 11 lutego 2011

Siedzibą władz powiatu jest miasto Kamień Pomorski. Organem uchwałodawczym jest Rada Powiatu w Kamieniu Pomorskim, w której skład wchodzi 17 radnych.
Rada Powiatu
| Ugrupowanie                        | 2002–2006  | 2006–2010 | 2010–2014 | 2014–2018 |
| ---------------------------------- | ---------- | --------- | --------- | --------- |
| Sojusz Lewicy Demokratycznej       | 3 (SLD-UP) | -         | -         | -         |
| Polskie Stronnictwo Ludowe         | 1          | 1         | 2         | 5         |
| Obywatelski Komitet Praworządności | 1          | -         | -         | -         |
| Forum Kamieńskie                   | 5          | 2         | 2         | -         |
| Forum Regionalne                   | 2          | -         | -         | -         |
| Wspólnota Samorządowa              | 5          | 3         | -         | -         |
| Prawo i Sprawiedliwość             | -          | 1         | -         | -         |
| Platforma Obywatelska              | -          | 3         | 6         | 3         |
| Liga Samorządowa OTTON             | -          | 2         | 1         | -         |
| Porozumienie Lokalne               | -          | 1         | 1         | -         |
| Inicjatywa Gospodarcza             | -          | 2         | 2         | 3         |
| Poprawa                            | -          | 2         | 2         | -         |
| Wspólnota Lokalna                  | -          | -         | 1         | -         |
| Nasza Gmina – Nasz Powiat          | -          | -         | -         | 4         |
| Liga Samorządowa Ziemi Kamieńskiej | -          | -         | -         | 2         |

Starostowie Powiatu Kamieńskiego:
- Stefan Oleszczuk (1998–2002)[26]
- Krzysztof Marciniak (2002)
- Anatol Eugeniusz Kołoszuk (2002–2006)[27]
- Paweł Rafał Czapkin (2006–2010)[28][29]
- Anatol Eugeniusz Kołoszuk (od 2 grudnia 2010 do 17 grudnia 2010) – odwołany przez Wojewodę Zachodniopomorskiego[30][31][32]
- Paweł Rafał Czapkin (p.o. od 17 grudnia 2010 do 11 lutego 2011)
- Beata Kiryluk (od 11 lutego 2011 do 18 grudnia 2014)[33]
- Józef Malec (od 18 grudnia 2014)

Gminy powiatu kamieńskiego są obszarem właściwości Sądu Rejonowego w Świnoujściu, jednakże nie licząc gminy Międzyzdroje, są obsługiwane w 4 wydziałach zamiejscowych w Kamieniu Pomorskim. Wszystkie gminy są obszarem właściwości Sądu Okręgowego w Szczecinie. Powiat kamieński jest obszarem właściwości miejscowej Samorządowego Kolegium Odwoławczego w Szczecinie.
Mieszkańcy powiatu kamieńskiego wybierają radnych do Sejmiku Województwa Zachodniopomorskiego w okręgu nr 2. Posłów na Sejm wybierają z okręgu wyborczego nr 41, senatora z okręgu nr 98, a posłów do Parlamentu Europejskiego z okręgu nr 13.

## Sąsiednie powiaty
- Świnoujście (miasto na prawach powiatu)
- powiat gryficki
- powiat goleniowski